# Шампањол (Јура)
Шампањол (фр. Champagnole) насеље је и општина у источној Француској у региону Франш-Конте, у департману Јура која припада префектури Лон ле Соније.
По подацима из 2011. године у општини је живело 8058 становника, а густина насељености је износила 399,31 становника/km². Општина се простире на површини од 20,18 km². Налази се на средњој надморској висини од 545 метара (максималној 783 m, а минималној 476 m).

## Демографија
| 1962. | 1968. | 1975.  | 1982. | 1990. | 1999. | 2011. |
| ----- | ----- | ------ | ----- | ----- | ----- | ----- |
| 7.531 | 9.273 | 10.293 | 9.713 | 9.250 | 8.616 | 8.058 |

График промене броја становника у току последњих година

## Партнерски градови
- Готмадинген